# 西山インターチェンジ (石川県)
西山インターチェンジ（にしやまインターチェンジ）は、石川県羽咋郡志賀町西山にあるのと里山海道のインターチェンジ (IC) である。

## 解説
金沢方面のハーフインターチェンジとして供用を開始した。そのため、能登方面は隣の上棚矢駄IC（当ICより並行道路で約4 km）または徳田大津IC（同約11 km）を利用しなければならなかった。
地元住民の利便性を高めるため、志賀町はフルIC化を要望し、建設費を志賀町と北陸電力が全額負担する形で整備された。新設された能登方面のランプは、当ICの北側に隣接する西山PAを経由する構造となっている。

## 歴史
- 1982年（昭和57年）11月17日 - 能登有料道路の柳田IC - 徳田大津IC間の開通に伴い、ハーフICで供用開始[1][2][3][7]。
- 2000年（平成12年）12月25日 - フルIC化[3][5]。
- 2007年（平成19年）
  - 3月25日 - 同日発生した能登半島地震により、当ICを含む柳田IC - 穴水IC間が通行止となる[8][9]。
  - 3月29日 - 当ICを含む柳田IC - 徳田大津IC間の通行止を解除[10]。
- 2013年（平成25年）3月31日 - 能登有料道路の無料化に伴い、のと里山海道のインターチェンジとなる[3]。

## 接続道路
- 石川県道116号末吉七尾線

## 周辺
- 羽咋郡市広域圏事務組合消防本部志賀消防署
- 道の駅ころ柿の里しか
- 志賀町役場
- 北陸電力志賀原子力発電所

## 隣
E86 のと里山海道
上棚矢駄IC - 西山IC - 西山PA - 徳田大津JCT - 徳田大津IC